# 愛禮夫人
愛禮夫人（?—?），朝鮮三國時代新羅第6代君主祇摩尼師今的夫人。
愛禮夫人是摩帝葛文王的女儿，婆娑尼師今三十三年（112年），婆娑王將死，遺言让儿子祗摩繼位。即新羅第6代君主祗摩尼師今。愛禮夫人嫁给了祗摩尼師今。子女伊柒葛文王、內禮夫人。

## 家族
- 父亲：摩帝葛文王
- 丈夫：6代王祇摩尼師今
- 儿子：阿道葛文王，朴堤上的祖父
- 女儿：內禮夫人朴氏，8代王阿達羅尼師今的夫人